# (10395) Jirkahorn
(10395) Jirkahorn est un astéroïde de la ceinture principale.

## Description
(10395) Jirkahorn est un astéroïde de la ceinture principale. Il fut découvert le 23 septembre 1997 à l'Observatoire d'Ondřejov par Marek Wolf et Petr Pravec. Il présente une orbite caractérisée par un demi-grand axe de 2,44 UA, une excentricité de 0,12 et une inclinaison de 2,7° par rapport à l'écliptique.

## Compléments